# Euro (cacciatorpediniere 1901)
L’Euro è stato un cacciatorpediniere della Regia Marina.

## Storia
La nave partecipò attivamente alla guerra italo-turca.
All'inizio della prima guerra mondiale l'unità, capoclasse della VI Squadriglia Cacciatorpediniere (Dardo, Ostro, Strale, Lampo) ed al comando del capitano di fregata F. Gambardella, aveva base a Tobruk, insieme al gemello Strale. Essendo ormai un'unità anziana ed antiquata, ebbe impiego piuttosto scarso, come del resto le navi gemelle.
Nel 1915-1918 fu modificato ed imbarcò attrezzature per posare 12 mine, per lanciare bombe di profondità e per rimorchiare torpedini antisommergibile.
Il 9 dicembre 1915 scortò da Taranto e Valona, insieme al cacciatorpediniere Indomito, la nave ausiliaria Sterope.
La sua presenza a Durazzo insieme al gemello Ostro, il 29 dicembre 1916, motivò un'incursione di navi austroungariche nelle acque di tale base: i due cacciatorpediniere erano frattanto ripartiti e quindi ne uscirono indenni, mentre furono affondati il piroscafo greco Mikael e due velieri (uniche navi che si trovavano nella rada del porto albanese).
L'11 marzo 1917, mentre si trovava in navigazione al largo di Messina insieme alla torpediniera Airone, avvistò i sommergibili F 9 ed F 10, anch'essi italiani: Euro ed Airone, scambiati i due sommergibili per U-Boote, aprirono il fuoco contro di essi, obbligandoli all'immersione (entrambe le unità subacquee scamparono indenni a questo attacco).
Nel luglio 1921 l'unità venne declassata a torpediniera. Fu impiegata come nave bersaglio dal 1921 al 1923.
Nel settembre 1924 l’Euro fu ribattezzato Strale. Radiato due mesi più tardi, fu avviato alla demolizione.